# Zinaida Koeprijanovitsj
Zinaida Alexandrovna Koeprijanovitsj (Wit-Russisch Зінаіда Аляксандраўна Куприянович) (Minsk, 17 september 2002), ook bekend onder haar artiestennaam ZENA, is een Wit-Russisch zangeres.

## Biografie
Koeprijanovitsj begon haar carrière reeds op tienjarige leeftijd. In 2013 nam ze deel aan New Wave, een jaar later aan Slavjanski Bazar in Vitebsk. In 2015 en 2016 nam ze deel aan de Wit-Russische preselectie voor het Junior Eurovisiesongfestival. Ze eindigde respectievelijk als vierde (met het nummer "Mir") en als derde (met het nummer "Kosmos"). In 2018 werd ze door de Wit-Russische openbare omroep samen met Evgeny Perlin en Helena Meraai aangewezen als presentator van het Junior Eurovisiesongfestival 2018, dat gehouden werd in haar geboortestad Minsk.
Enkele maanden later nam Koeprijanovitsj deel aan de nationale preselectie voor het Eurovisiesongfestival. Met het nummer Like it ging ze met de zegepalm aan de haal, waardoor ze haar vaderland mocht vertegenwoordigen op het Eurovisiesongfestival 2019 in Tel Aviv. Met haar zestien jaar was ze de jongste deelnemer. Uiteindelijk werd ze 24e in de finale.

## Discografie
| Titel     | Jaar |
| --------- | ---- |
| "Mir"     | 2015 |
| "Kosmos"  | 2016 |
| "Like It" | 2019 |

2004: Aleksandra & Konstantin · 
2005: Angelika Agoerbasj · 
2006: Polina Smolova · 
2007: Dmitri Koldoen · 
2008: Roeslan Alechno · 
2009: Pjotr Elfimov · 
2010: 3+2 · 
2011: Anastasia Vinnikova · 
2012: Litesound · 
2013: Aljona Lanskaja · 
2014: Teo · 
2015: Uzari & Maimuna · 
2016: Ivan · 
2017: Navi · 
2018: Alekseev · 
2019: ZENA